# Сифан Хасан
Сифан Хасан (Oromo: Siifan Hassan; Адама, Оромија, 1. јануара 1993.) је холандска тркачица на средње и дуге стазе рођена у Етиопији. На Олимпијским играма у Токију 2020. остварила је јединствен подвиг у историји олимпијских игара: освојила је златне медаље на 5.000 метара и 10.000 метара, као и бронзану медаљу на 1.500 метара. Она је тек друга жена у историји која је на олимпијади остварила дуплу круну: победама на 5.000 и на 10.000 метара.
На Светском првенству у атлетици 2019. године Хасан је освојила титуле на 1.500 м и 10.000 м, и тако постала једини спортиста (мушкарац или жена) у историји који је победио у обе ове трке на једном Светском првенству или Олимпијским играма. Освојила је бронзу медаљу на 1.500 м 2015. године, а на 5.000 м 2017. године завршила је на петом месту у трци на 1.500 м. Хасан је трострука освајачица медаља на Светском првенству у дворани: освојила је злато на 1.500 м 2016., сребро на 3.000 м и бронзу на 1.500 м 2018. године. Освојила је шест европских медаља (укључујући две титуле у кросу) и једну европску медаљу у дворани. Она је такође трострука победница Дијамантске лиге. У свом дебију на Лондонском маратону 2023. победила је у времену 2:18:33. На Чикашком маратону 8. октобра 2023. победила је у времену новог европског рекорда: 2:13:44.
Хасан је светска рекордерка у трчању на један сат. Она је држала светски рекорд у трци на једну миљу на стази од јула 2019. до јула 2023. године, када је Фејт Кипјегон истрчала нови светски рекорд. Хасан је два дана била власница светског рекорда на 10.000 м (у јуну 2021). Хасан је власница шест европских рекорда и то у тркама на 1.500 м, 3.000 м, 5.000 м, 10.000 м, полумаратону и маратону.

## Одрастање
Сифан Хасан је рођена у Адами, у покрајини Оромија у Етиопији. Одрасла је на селу Керсе у округу Мунеса у зони Арси у Оромији. Тамо је трчала рекреативно. Напустила је Етиопију као избеглица и стигла у Холандију 2008. са петнаест година. Почела је да трчи док је студирала да постане медицинска сестра.
Хасан је добила холандско држављанство 2013. године.

## Каријера

### 2013–2014
Хасан се пробила на међународну сцену у сезони 2013. Истрчала је 800 метара за 2:00,86 да би потом на ИААФ Дијамантској лиги 2013. постала вицешампионка на 1.500 м са личним рекордом 4:03,73 минута, а потом и трећа у трци на 3.000 метара на митингу у Стокхолму са резултатом 8:32,53.
Хасан је постала холандска држављанка у новембру 2013., а већ следећег месеца је први пут наступила за Холандију на Европском првенству у кросу 2013. у Београду, где је освојила златну медаљу у категорији узраста до 23 године (млађих сениорки) и помогла холандском тиму млађих сениорки да заузму треће место у екипној конкуренцији.
Почетком 2014. истрчала је најбоље време на свету у трци на 3.000 метара у дворани (8:45,32), да би потом оборила холандски рекорд у дворани на 1.500 м са временом 4:05,34.

### 2015-2017
На Светском првенству у Пекингу 2015. Хасан је освојила бронзану медаљу на 1.500 метара. Постала је друга холандска атлетичарка, након Дафне Шиперс, која је икада освојила медаљу на Светском првенству.
Хасан је освојила је бронзану медаљу у дисциплини 5.000 метара  на Светском првенству у атлетици 2017.

### 2018
Хасан је 13. јула оборила европски рекорд на 5.000 метара (14:22,34) заузевши друго место на митингу Дијамантске лиге у Рабату.
На Европском првенству 2018. освојила је златну медаљу на 5.000 м са временом 14:46:12, што је био нови рекорд шампионата.
Хасан је 16. септембра оборила европски рекорд у полумаратону са временом 65:15, победивши на полумаратону у Копенхагену.

### 2019
Хасан је 17. фебруара у Монаку поставила светски рекорд у друмској трци на 5 километара са резултатом 14:44. Овај рекорд су у међувремену надмашиле, прво Беатрис Чепкоеч, а затим и Еџгајеху Таје. Хасан је на митингу Прифонтејн класик победила у трци на 3000 метара у времену новог европског рекорда: 8:18,49.

#### Светски рекорд у трци на једну миљу
12. јула 2019. Хасан је истрчала трку на једну миљу на Херкулис митингу у Монаку за 4:12,33 и тако оборила светски рекорд Светлане Мастеркове стар скоро 23 године.
На крају сезоне, Хасан је постала двострука шампионка Дијамантске лиге за 2019. годину, освојивши трофеје на 1.500 и 5.000 метара.
Хасан је 28. септембра постала Светска шампионка у трци на 10.000 метара. Победоносно време од 30:17,62 било је најбоље време на стази у 2019. години. Летесенбет Гидеј је завршила као друга у овој трци у времену 30:21,23, а Агнес Тироп (Кенија) је завршила на трећем месту са 30:25,50. Хасан је победила и у трци на 1.500 метара са временом 3:51,95, поставивши нови рекорд светских првенстава и нови европски рекорд. Другопласирана у овој трци била је Фејт Кипјегон у времену 3:54,22, а трећа је стигла Гудаф Цегај са 3:54,38.

### 2020–2021
Хасан је 10. октобра поставила нови европски рекорд на 10.000 метара у времену 29:36,67, оборивши рекорд Британке Поле Радклиф из 2002. године за више од 24 секунде.
Дана 6. јуна 2021. Хасан је истрчала нови светски рекорд у времену 29:06,82, на митингу у Хенгелу, надмашивши рекорд Етиопљанке Алмаз Ајане из 2016. за више од 10 секунди. Хасан је изгубила рекорд два дана касније, када је Летесенбет Гидеј истрчала време од 29:01,03 на истом стадиону.
Хасан је освојила злато на 5.000 метара и 10.000 метара на одложеним Олимпијским играма у Токију 2020. Освојила је и бронзу на 1.500 метара. Постала је једина атлетичарка која је икада освојила медаљу у дисциплинама 1.500, 5.000 и 10.000 метара на истим Олимпијским играма. Победила је на 5.000 м у времену 14:36,79 испред Хелен Обири из Кеније (14:38,36), док је Гудаф Цегај освојила бронзану медаљу у времену 14:38,87. Њена златна медаља учинила ју је првом Холанђанком са олимпијском атлетском медаљом у трчању на дуге стазе.

### 2022-2023
На Светском првенству у Јуџину (2022) завршила је шеста на 5.000 метара и четврта на 10.000 метара.
23. априла 2023. на свом дебију на класичној маратонској дистанци, 30-годишњакиња је победила на Лондонском маратону са временом 2:18:33. "Било је заиста невероватно. Никад нисам мислила да ћу завршити маратон", изјавила је Хасан након трке.
8. октобра 2023. Сифан је победила на Чикашком маратону са временом 2:13:44. Осим што је ово време нови европски рекорд, ово је и нови рекорд стазе за Чикашки маратон, као и други најбржи женски маратон свих времена.

### 2024
На Олимпијским играма у Паризу, Хасан је прво освојила бронзане медаље у тркама на 5.000 и 10.000 метара на стази, а потом и златну медаљу у маратонској трци. У финишу маратонске трке, Хасан је победила светску рекордерку Тигист Асефу из Етиопије и притом оборила олимпијски рекорд у времену 2:22.55.

## Тренер
Сифан Хасан је остварила први напредак у каријери док је била под патронатом холандског националног селектора Онореа Хоета. Хасан је одлучила да потражи друге тренерске опције крајем 2016. након што су је повреде омеле да се боље припреми за такмичења на Олимпијским играма у Рију.
Почетком 2017. Хасан се преселила у Сједињене Државе да би је тренирао Алберто Салазар.
Од јула 2018. тренинг Сифан Хасан надгледа Тим Роубери. У октобру 2019. Салазар је почео да служи четворогодишњу забрану бављења атлетиком због допинг прекршаја из времена пре него што је почео да тренира Хасан. Последице Салазарове забране довеле су до распуштања пројекта Најк Орегон где су тренирали Сифан Хасан и Етиопљанин Јомиф Кејелча.
Хасан данас тренира са Тимом Роуберијем. Сифанин тренинг партнер Јомиф Кејелча прешао је 2021. године у тим Адидас.

## Лични рекорди Сифан Хасан
Информације са профила Сифан Хасан на сајту Светске атлетике.
| Стаза                                | Дисциплина        | Време (минути:секунде.стотинке) За маратон: (сати:минути.секунде) | Место                                            | Датум              | Напомена       |
| ------------------------------------ | ----------------- | ----------------------------------------------------------------- | ------------------------------------------------ | ------------------ | -------------- |
| Атлетска (тартан) стаза на отвореном | 800 метара        | 1:56.81                                                           | Монако                                           | 21. јул 2017       |                |
| Атлетска (тартан) стаза на отвореном | 1.000 метара      | 2:34.68                                                           | Хенгело, Холандија                               | 24. мај 2015       | Државни рекорд |
| Атлетска (тартан) стаза на отвореном | 1.500 метара      | 3:51.95                                                           | Доха, Катар                                      | 5. октобар 2019    | ЕР             |
| Атлетска (тартан) стаза на отвореном | Једна миља        | 4:12.33                                                           | Монако                                           | 12. јул 2019       | ЕР             |
| Атлетска (тартан) стаза на отвореном | 3.000 метара      | 8:18.49                                                           | Станфорд, Калифорнија, Сједињене Америчке Државе | 30. јун 2019       | ЕР             |
| Атлетска (тартан) стаза на отвореном | 5.000 метара      | 14:22.12                                                          | Лондон, Велика Британија                         | 21. јул 2019       | ЕР             |
| Атлетска (тартан) стаза на отвореном | 10.000 метара     | 29:06.82                                                          | Хенгело, Холандија                               | 6. јун 2021        | ЕР             |
| Атлетска (тартан) стаза на отвореном | Трка на један сат | 18.930 метара                                                     | Брисел, Белгија                                  | 4. септембар 2020  | СР             |
| Атлетска (тартан) стаза у дворани    | 800 метара        | 2:02.62                                                           | Апелдорн, Холандија                              | 28. фебруар 2016   |                |
| Атлетска (тартан) стаза у дворани    | 1.500 метара      | 4:00.46                                                           | Стокхолм, Шведска                                | 19. фебруар 2015   | Државни рекорд |
| Атлетска (тартан) стаза у дворани    | Једна миља        | 4:19.89                                                           | Њујорк, Сједињене Америчке Државе                | 11. фебруар 2017   | Државни рекорд |
| Атлетска (тартан) стаза у дворани    | 3.000 метара      | 8:30.76                                                           | Бирмингем, Велика Британија                      | 18. фебруар 2017   | Државни рекорд |
| Друм                                 | 5 км              | 14:44*                                                            | Монако                                           | 17. фебруар 2019   | ЕР             |
| Друм                                 | 10 км             | 34:28                                                             | Брунсум, Холандија                               | 1. априла 2012     |                |
| Друм                                 | 15 км             | 53:57                                                             | с-Херенберг, Холандија                           | 4. децембар 2011   |                |
| Друм                                 | Полумаратон       | 65:15                                                             | Копенхаген, Данска                               | 16. септембар 2018 | ЕР             |
| Друм                                 | Маратон           | 2:13:44                                                           | Чикаго, Сједињене Америчке Државе                | 8. октобар 2023    | ЕР             |

* (трка где су учествовале искључиво жене)

## Резултати такмичења
Информације са профила Сифан Хасан на сајту Светске атлетике.

### Међународна такмичења
| Година                   | Такмичење                    | Место                           | Позиција                 | Дисциплина               | Резултат                 | Белешка                  |
| Представљајући Холандију | Представљајући Холандију     | Представљајући Холандију        | Представљајући Холандију | Представљајући Холандију | Представљајући Холандију | Представљајући Холандију |
| ------------------------ | ---------------------------- | ------------------------------- | ------------------------ | ------------------------ | ------------------------ | ------------------------ |
| 2013.                    | Европско првенству у кросу   | Београд, Србија                 | 1.                       | Трка млађих сениорки     | 19:40                    |                          |
| 2013.                    | Европско првенству у кросу   | Београд, Србија                 | 3.                       | Млађе сениорке екипно    | 70 поена                 |                          |
| 2014.                    | Светско првенство у дворани  | Сопот, Пољска                   | 5.                       | 3.000 м                  | 9:03,22                  |                          |
| 2014.                    | Европско првенство           | Цирих, Швајцарска               | 1.                       | 1.500 м                  | 4:04,18                  |                          |
| 2014.                    | Европско првенство           | Цирих, Швајцарска               | 2.                       | 5.000 м                  | 15:31,79                 |                          |
| 2015.                    | Европско првенство у дворани | Праг, Чешка                     | 1.                       | 1.500 м                  | 4:09,04                  |                          |
| 2015.                    | Светско првенство            | Пекинг, Кина                    | полуфинале               | 800 м                    | 1:58,50                  |                          |
| 2015.                    | Светско првенство            | Пекинг, Кина                    | 3.                       | 1.500 м                  | 4:09,34                  |                          |
| 2015.                    | Европско првенству у кросу   | Јер, Француска                  | 1.                       | Трка сениорки            | 25:47                    |                          |
| 2016.                    | Светско првенство у дворани  | Портланд, САД                   | 1.                       | 1.500 м                  | 4:04,96                  |                          |
| 2016.                    | Европско првенство           | Амстердам, Холандија            | 2.                       | 1.500 м                  | 4:33,76                  |                          |
| 2016.                    | Олимпијске игре              | Рио де Жанеиро, Бразил          | 21.                      | 800 м                    | 2:00,27                  |                          |
| 2016.                    | Олимпијске игре              | Рио де Жанеиро, Бразил          | 5.                       | 1.500 м                  | 4:11,23                  |                          |
| 2017.                    | Светско првенство            | Лондон, Уједињено Краљевство    | 5.                       | 1.500 м                  | 4:03,34                  |                          |
| 2017.                    | Светско првенство            | Лондон, Уједињено Краљевство    | 3rd                      | 5.000 м                  | 14:42,73                 |                          |
| 2018.                    | Светско првенство у дворани  | Бирмингем, Уједињено Краљевство | 3.                       | 1.500 м                  | 4:07,26                  |                          |
| 2018.                    | Светско првенство у дворани  | Бирмингем, Уједињено Краљевство | 2.                       | 3.000 м                  | 8:45,68                  |                          |
| 2018.                    | Европско првенство           | Берлин, Немачка                 | 1.                       | 5.000 м                  | 14:46,12                 |                          |
| 2019.                    | Светско првенство            | Доха, Катар                     | 1.                       | 1.500 м                  | 3:51,95                  | РСП, ЕР, НР              |
| 2019.                    | Светско првенство            | Доха, Катар                     | 1.                       | 10.000 м                 | 30:17,62                 |                          |
| 2021.                    | Олимпијске игре              | Токио, Јапан                    | 3.                       | 1.500 м                  | 3:55,86                  |                          |
| 2021.                    | Олимпијске игре              | Токио, Јапан                    | 1.                       | 5.000 м                  | 14:36,79                 |                          |
| 2021.                    | Олимпијске игре              | Токио, Јапан                    | 1.                       | 10.000 м                 | 29:55,32                 |                          |
| 2022.                    | Светско првенство            | Јуџин, САД                      | 6.                       | 5.000 м                  | 14:48,12                 |                          |
| 2022.                    | Светско првенство            | Јуџин, САД                      | 4.                       | 10.000 м                 | 30:10,56                 |                          |
| 2023.                    | Светско првенство            | Будимпешта, Мађарска            | 3.                       | 1.500 м                  | 3:56,00                  |                          |
| 2023.                    | Светско првенство            | Будимпешта, Мађарска            | 2.                       | 5.000 м                  | 14:54,11                 |                          |
| 2023.                    | Светско првенство            | Будимпешта, Мађарска            | 11.                      | 10.000 м                 | 31:53,35                 |                          |
| 2024.                    | Олимпијске игре              | Париз, Француска                | 3.                       | 5.000 м                  | 14:30,61                 |                          |
| 2024.                    | Олимпијске игре              | Париз, Француска                | 3.                       | 10.000 м                 | 30:44,12                 |                          |
| 2024.                    | Олимпијске игре              | Париз, Француска                | 1.                       | Маратон                  | 2:22,55                  | ОР                       |